# Leucocoprinus zeylanicus
Leucocoprinus zeylanicus är en svampart som först beskrevs av Miles Joseph Berkeley, och fick sitt nu gällande namn av Karel Bernard Boedijn 1940. Leucocoprinus zeylanicus ingår i släktet Leucocoprinus och familjen Agaricaceae.   Inga underarter finns listade i Catalogue of Life.